# Vuelo 217 de Azerbaijan Airlines
El vuelo 217 de Azerbaijan Airlines era un vuelo de pasajeros regular de entre Bakú, Azerbaiyán y Aktau, Kazajistán, que se estrelló en el Mar Caspio cerca del poblado de Nardaran a las 10:00 horas de la noche. 22:40 del 23 de diciembre de 2005. El vuelo fue operado por un Antonov An-140.

## Accidente
Aproximadamente cinco minutos después del despegue de noche del aeropuerto de Bakú, la tripulación informó de un fallo de los sistemas. Sobrevolar el Mar Caspio de noche sin instrumentos de vuelo le dificultó a la tripulación evaluar los parámetros de vuelo. Mientras intentaba regresar a Bakú, el avión se estrelló poco después en la costa del Mar Caspio, cerca del poblado de Nardaran, matando a las 23 personas que iban a bordo.

## Secuelas
Los investigadores de la Compañía Aeronáutica Estatal de Járkov afirmaron que tres giroscopios independientes no proporcionaban la información estabilizada del rumbo y la altitud a la tripulación al principio del vuelo.